# Luigi Baroffio
Luigi Baroffio (Vedano Olona, 31 ottobre 1892 – ...) è stato un politico italiano.